# Сімін Бехбахані
Сімін Халілі, у шлюби Бехбахані (*20 липня 1927—19 серпня 2014) — іранська поетеса, авторка пісень, громадська діячка, феміністка. Двічі номінантка Нобелівської премії з літератури. Мала прізвисько «Іранська левиця».

## Життєпис
Народилася у 1927 році в Тегерані в родині іранської інтелегенції Халілі. Донька Аббаса Халілі, іранського поета, письменника, редактора газета «Ехдам», й Фахр-е Озми Аргун, поетеси та викладачки, редакторки газети «Майбутнє Ірану». З дитинства отримала чудову освіту, вивчала перську, арабську, французькі мови. У 1930 році її батьки розлучилися. Навчалася у школах Намус, Дар-ол-Мо'аллемат та Нобавеган у Тегерані. У 12 років проявила хист до складання віршів.
У 1845—1950 роках навчалася у Тегеранському університеті. 1946 року одружилася з Хасан Бехбахані. З 1951 року перейшла на викладацьку роботу. Наприкінці 1960-х увійшла до Ради поезії та музики. У 1970 році розлучилася з чоловіком, залишивши прізвище, та одружилася з Манухером Кош'яром.
У 1978 році, напередодні Ісламської революції, увійшла до Іранського союзу письменників. Тут боролася проти шахської цензури. Того ж року зазнала нападу з боку поліції. Після Ісламської революції стала активно виступати за права людини і свободу жінок.
У 1999 році її вперше номіновано на Нобелівську премію з літератури. Втім не здобула перемоги. Втім того ж року отримує медаль Карла Осецького.
2009 року отримала премію Симони де Бовуар за акцію «Один мільйон підписів за рівність між чоловіками і жінками». У березні 2001 року президент США Барак Обама завершив привітання з Наврузом рядками поетеси:
```
Нехай мені чимало років, але дайте мені можливість - і я буду вчитися. Я знайду другу молодість поруч з моїми нащадками. Я буду декламувати хадис про любов до батьківщини з таким запалом, щоб кожне моє слово несло життя.
```

У 2002 році вдруге номінована на Нобелівську премію з літератури.
У 2010 році представники влади Ірану конфіскували паспорт Сімін Бехбахані в аеропорту Тегерана і заборонили їй виїзд з країни до Франції, куди вона була запрошена мерією Парижа для участі в заході, присвяченому Міжнародному жіночому дню.
У 2012 році виступила проти ідеї міністерства культури та ісламської орієнтації Ірану переробити поему «Хосроф і Ширін» поета Нізамі. 
В останні роки Сімін Бехбахані мала серцеві захворювання і нестійкий стан, які закінчилися терміновою госпіталізацією у серпні 2014 року. Врятувати її не вдалося, померла 19 серпня. Похована в родинній гробниці. 
Залишила дітей: Алі (нар. 1948), Хусейн та Надін.

## Творчість
В її доробку 20 збірок поезії. Свій перший вірш Сімін Бехбахані написала в 14 років. Спершу використовувала стиль Чар Парех. Згодом звернулася до складання газелів. Найбільш значущими є поеми «Три первинних тора», «Слід ноги», «Люстра», «Відродження».